# Playtech
La Playtech Ltd. è un'azienda specializzata nello sviluppo di software per gioco d'azzardo online fondata nel 1999. La compagnia produce software per siti di casinò online, poker online, bingo online, scommesse sportive online e giochi arcade a scommessa a quota fissa. 

## Storia
La Playtech è stata fondata da Teddy Sagi che ottenne 295 milioni di dollari dall'IPO (offerta pubblica iniziale) della Playtech. La società, con sede nel Regno Unito, dall'inizio del 2006 ha iniziato ad essere quotata sulla Borsa di Londra, il London Stock Exchange, con la sigla PTEC.L per un valore di 550 milioni di sterline e a quota 257 punti. L'attuale amministratore (CEO) è Mor Weizer.
In seguito all'approvazione del Safe Port Act, il decreto americano riguardante fra l'altro le limitazioni per il gioco d'azzardo online, il titolo Playtech perse in una sola giornata il 40% del proprio valore. In seguito il titolo si rimise dal colpo raggiungendo nel febbraio del 2007 un valore massimo, mantenuto per 52 settimane consecutive. La ditta non accetta giocatori statunitensi.
La Playtech conta oltre 1 200 dipendenti impiegati in diversi paesi.
Il 22 ottobre 2008, la Playtech ha annunciato l'acquisto di una parte dei beni personali di Teddy Sagi in cambio di 245 milioni di dollari. Questo secondo rientro di capitali dalla Playtech ha portato i ricavi di Sagi a quota 540 milioni di dollari. Sagi controlla anche il 41% della Playtech tramite la società di investimenti Brichington Trading Limited.
Il 3 agosto 2018 Playtech ha completato l'acquisizione totale di Snaitech, società italiana attiva nel settore dei giochi online e delle scommesse, dopo aver il 12 aprile 2018 annunciato di aver rilevato (al prezzo di 2,19 euro ad azione per 291 milioni di euro) il 79,56% del capitale sociale.
Il futuro presidente di Playtech è stato determinato da marzo 2021. Brian Mattingley, l'ex CEO di 888 Holdings, diventerà ufficialmente presidente di Playtech a partire da giugno 2021.

## Il software di gioco
Il software di gioco della Playtech è certificato dalla Gaming Laboratories International, un ente di verifica accreditato, principale consulente dei più importanti enti regolatori di gioco e scommesse, produttori di software ed operatori di casino online negli Stati Uniti, in Europa e in Asia.
La lista delle principali compagnie che usano il software della Playtech include nomi come GoldenPalace.com, Class 1 Casino, Betfred, Centrebet, ToteSport, Bet365, il casinò Dr Ho 888 di proprietà di Stanley Ho, la catena di casinò Grosvenor Casinos del Rank Group inglese, il casinò neozelandese Christchurch Casino operato dalla Kiwi Gaming, Titan Poker, Mansion Poker e VCPoker. Altri casino online di rilievo della Playtech sono Casino Tropez, Europa Casino, WindowsCasino e Prestige Casino.

### Il bingo
Il software della Playtech viene usato anche da numerosi siti di bingo online. La maggior parte dei siti di bingo fanno parte di un network (circuito), il Bingoland Network, in modo del tutto analogo ai network di poker online. I siti membri del network hanno montepremi, giochi, chat e terminali in comune, sono elencati sul sito Bingoland.com, e ogni sito presenta una grafica e caratteristiche leggermente diverse per differenziarsi dagli altri. Alcuni siti, come Golden Palace e BetFred, che godono di un bacino d'utenza abbastanza sviluppato da permettere loro di operare indipendentemente (stand-alone), hanno optato per un'opzione di licenza del tipo “Licenza Indipendente” o licenza di “Network Indipendente”. In questo caso su ogni sito possono giocare unicamente i giocatori iscritti alla specifica sala bingo online.

### Il poker
Il software della Playtech non viene usato unicamente da siti di bingo e casino online, ma è anche la piattaforma di gioco usata per uno dei maggiori network di poker online. In questo circuito di poker room, denominato iPoker, le sale poker hanno in comune software e terminali, ma ognuna propone un ambiente di gioco diversificato, unico come grafica e atmosfera, che offre un'esperienza di gioco esclusiva.
La Playtech ha sviluppando il software per il sito di poker online del Manchester United. L'accordo, stipulato fra la società inglese di scommesse Betfred e la squadra calcistica Manchester United, ha portato alla creazione del sito che offre servizi di gioco al casino online, al poker online, scommesse sportive, lotterie e giochi online.

### Lo sport
Nel novembre 2010, Playtech ha aggiunto le scommesse sportive al suo repertorio di gioco online. L'aggiunta del suo software di scommesse sportive, fornisce agli scommettitori la possibilità di piazzare una puntata online in tempo reale, tra numerosi eventi sportivi in tutto il mondo. Il primo portale ad utilizzare questo nuovo software per le scommesse è Titan Bet.

### La Playtech e il poker legale italiano
In seguito alla legalizzazione del poker online in Italia, secondo le normative AAMS (Amministrazione Autonoma dei Monopoli di Stato) e nell'ambito della regolarizzazione dei giochi di abilità per soldi reali, la Playtech ha stipulato accordi con diverse poker room legali italiane. 
Il 13 agosto 2008 è stato firmato l'accordo di licenza con l'allora Snai S.p.A. (oggi Snaitech  che controlla interamente) che gestisce PokerSnai, il 19 settembre con Gala Coral Eurobet che gestisce Eurobet Poker, il 22 settembre con Sisal S.p.A. che gestisce SisalPoker, e infine il 26 settembre con Cogetech S.p.A. che gestisce Power Poker.